# Martin-Schleyer-Gymnasium Lauda-Königshofen
Das Martin-Schleyer-Gymnasium Lauda-Königshofen, kurz MSG Lauda-Königshofen, ist ein Gymnasium in der Stadt Lauda der Doppelstadt Lauda-Königshofen im Main-Tauber-Kreis in Baden-Württemberg.

## Geschichte

### Schule
Der Gemeinderat von Lauda-Königshofen beschloss am 12. Dezember 1966 einstimmig, in der Stadt ein Gymnasium einzurichten. Im Oktober 1967 wurde zum Schuljahr 1968/69 die Eröffnung eines sogenannten Gymnasiums im Aufbau beschlossen. Dabei handelte es sich um ein naturwissenschaftlich-mathematisches Gymnasium mit dem Sprachenzug Englisch–Latein–Französisch. Als Namensgeber der Schule wurde Johann Martin Schleyer gewählt, der am 18. Juli 1831 im Stadtteil Oberlauda geboren wurde und als katholischer Priester, Lyriker und Philanthrop wirkte.
Für die ersten Gymnasiasten eröffnete die Schule zum Schuljahr 1968/69 am 10. September 1968 ihre Pforten. Jedoch stand in den Anfangsjahren kein eigenes Schulgebäude zur Verfügung. Dadurch mussten verschiedene Räumlichkeiten in der Stadt genutzt werden, wie beispielsweise das alte katholische Pfarrhaus, die Grundschule, die Stadthalle oder Räume im Gemeindezentrum. Der erste Spatenstich für den Bau eines eigenen Schulgebäudes erfolgte am 18. September 1974. Dieser bis heute genutzte, funktionelle Gebäudekomplex konnte im September 1976 bezogen werden. Zum Schuljahr 1976/77 bezogen 540 Schüler das sogenannte „Drei-Farben-Haus“.

### Schulleitung
Liste der Schulleiter
| Amtszeit     | Schulleiter                                    |
| ------------ | ---------------------------------------------- |
| 1968–1987    | Werner Kohlmüller                              |
| 1987–2009    | Wolfgang Goericke                              |
| 2009–2024    | Jürgen Gernert                                 |
| 2024-aktuell | Christoph Müller (kommissarischer Schulleiter) |

## Schulleben und Besonderheiten

### G8/G9-Wahlmöglichkeit
Die Schule ist eine von wenigen Gymnasien in Baden-Württemberg, die parallel das G8 und das G9 anbieten darf, das heißt die Schüler können wahlweise nach acht Schuljahren (G8) oder nach neun Schuljahren (G9) das Abitur erreichen.

### Fremdsprachen und Profilrichtungen
Ab der fünften Jahrgangsstufe ist als erste Fremdsprache Englisch obligatorisch. Für die sechste Jahrgangsstufe ist verpflichtend zwischen Französisch oder Latein zu wählen.
Ab der neunten Jahrgangsstufe können die Schüler:
- mit Französisch als zweiter Fremdsprache das naturwissenschaftliche Profil (mit dem Fach Naturwissenschaft und Technik) oder das Profil Informatik-Mathematik-Physik (mit dem Fach IMP) wählen,
- mit Latein als zweiter Fremdsprache das sprachliche Profil (mit der dritten Fremdsprache Französisch), das naturwissenschaftliche Profil (mit dem Fach NWT) oder das Profil Informatik-Mathematik-Physik (mit dem Fach IMP)wählen.

In allen Profilen ist die naturwissenschaftliche Grundbildung in den Fächer Biologie, Chemie und Physik identisch.

### Offene Ganztagsschule
Das Martin-Schleyer-Gymnasium ist eine städtische Schule mit Offener Ganztagsschule. Im Gegensatz zur Ganztagsschule orientiert sich das MSG überwiegend an der klassischen Unterrichtsstruktur der Halbtagsschule und bietet nach dem Unterricht ein zusätzliches, freiwilliges Nachmittagsprogramm.

### Arbeitsgemeinschaften
An der Schule werden für Schüler die folgenden Arbeitsgemeinschaften (AGs) angeboten:
- Bigband
- Chor
- Europäischer Computerführerschein – Die Schule ist seit dem 1. September 2008 Prüfungszentrum für den Europäischen und Internationalen Computerführerschein (ECDL/ICDL). Der Europäische Computer Führerschein basiert auf einer Initiative des Council of European Professional Informatics Societies (CEPIS) in Zusammenarbeit mit der Europäischen Union (EU) und ist der führende international anerkannte Prüfungsstandard für Computerkenntnisse. Dabei steht praxisbezogenes Wissen im Vordergrund. Die Prüfungen zum ECDL sind kostenpflichtig. Der ECDL-Start mit vier bestandenen Prüfungen kostet 89 Euro, der ECDL mit sieben bestandenen Prüfungen kostet 140 Euro.[13]
- AG „Faire Schule“
- Astronomie- und Raumfahrt AG „SOFIA“ – Das Martin-Schleyer-Gymnasium ist seit 2021 Partnerschule des Hauses der Astronomie (HdA) Heidelberg, des Deutschen-Sofia-Instituts (DSI) der Universität Stuttgart und dem Deutschen Zentrum für Luft- und Raumfahrt (DLR) und der NASA beim SOFIA-Projekt.[14]
- Gesangsklasse (Klassenstufe 5)
- Imker-AG
- Musical AG
- Schülerfirma AG
- Schülerzeitungs-AG
- Streicherklasse
- Unterstufentheater AG
- Volleyball AG
- Zehnfingerschreibkurs

### Schulpartnerschaften
Das MSG pflegt eine Schulpartnerschaft mit der Arnoldischule in Gotha.

### Auszeichnungen
- Fairtrade School

## Ehemalige

### Ehemalige Schüler
- Mathias Gey (* 1960), Fechter, mehrfacher deutscher Meister und Einzelweltmeister mit dem Florett
- Heinz Krimmer (* 1960), Journalist, Dozent, Fotograf, Herausgeber und Autor
- Martin Lanig (* 1984), Fußballspieler

### Ehemalige Lehrer
- Notker Baumann (* 1975), katholischer Religionslehrer, von 2008 bis 2012